# Daphné (Musikerin)
Daphné Vialletet (* 28. September 1974 in Clermont-Ferrand) ist eine französische Sängerin und Komponistin des Nouvelle Chanson.

## Leben
Daphné brachte sich das Singen und Komponieren selbst bei. Sie wurde von Benjamin Biolay entdeckt und 2005 erschien ihr Debütalbum beim Label V2 Records, auch ging sie erstmals auf Tournee. Das zweite Album Carmin wurde überwiegend von Jean-Philippe Verdin komponiert und wurde 2007 mit dem Prix Constantin ausgezeichnet.

## Diskografie

### Alben
| Jahr | Titel                      | Höchstplatzierung, Gesamtwochen, AuszeichnungChartplatzierungen (Jahr, Titel, Platzierungen, Wochen, Auszeichnungen, Anmerkungen) | Höchstplatzierung, Gesamtwochen, AuszeichnungChartplatzierungen (Jahr, Titel, Platzierungen, Wochen, Auszeichnungen, Anmerkungen) | Anmerkungen |
| Jahr | Titel                      | FR | BEW | Anmerkungen |
| ---- | -------------------------- | --- | --- | ----------- |
| 2005 | L’Emeraude                 | FR115 (3 Wo.)FR | — |             |
| 2007 | Carmin                     | FR101 (22 Wo.)FR | BEW—BEW |             |
| 2011 | Bleu Venise                | FR30 (9 Wo.)FR | BEW—BEW |             |
| 2012 | Treize Chansons de Barbara | FR64 (9 Wo.)FR | BEW98 (3 Wo.)BEW |             |
| 2014 | La Fauve                   | FR110 (3 Wo.)FR | BEW128 (10 Wo.)BEW |             |

Weitere Alben:
- 2018: Iris Extatis